# East Meadow
East Meadow è un hamlet e census-designated place (CDP) degli Stati Uniti d'America, situato nello Stato di New York, nella contea di Nassau, sull'isola di Long Island.